# Sofia Symonds
Pour les articles homonymes, voir Symonds.
 (septembre 2021).
Sofia Symonds de son vrai nom Sofia Ella Symonds née le 28 mai 1994, est une entrepreneuse marocaine et américaine et mannequin.

## Biographie
Sofia Symonds naît au Maroc, d'un père officier de la police marocaine et d'une mère enseignante de la langue allemande.

## Parcours professionnel
Elle a commencé le mannequinat au Maroc à son jeune âge et a déménagé tout d'abord à Miami en 2012 pour continuer à travailler dans le mannequinat. Elle a fait la couverture de magazine Grazia Maroc, répond à une courte interview dans Harper's Bazaar russe et apparait sur le site internet de Vogue Ukraine.
Elle a étudié stylisme et a créé sa propre marque appelée bellarini de 2017 à 2019.

## Vie privée
Sofia a une sœur et un frère